# Rzeczenica (gromada)
Rzeczenica – dawna gromada, czyli najmniejsza jednostka podziału terytorialnego Polskiej Rzeczypospolitej Ludowej w latach 1954–1972.
Gromady, z gromadzkimi radami narodowymi (GRN) jako organami władzy najniższego stopnia na wsi, funkcjonowały od reformy reorganizującej administrację wiejską przeprowadzonej jesienią 1954 do momentu ich zniesienia z dniem 1 stycznia 1973, tym samym wypierając organizację gminną w latach 1954–1972.
Gromadę Rzeczenica z siedzibą GRN w Rzeczenicy utworzono – jako jedną z 8759 gromad na obszarze Polski – w powiecie człuchowskim w woj. koszalińskim na mocy uchwały nr 43/54 WRN w Koszalinie z dnia 5 października 1954. W skład jednostki weszły obszary dotychczasowych gromad Rzeczenica i Gwieździn ze zniesionej gminy Rzeczenica (Gwieździn) oraz obszar dotychczasowej gromady Grodzisko ze zniesionej gminy Łoża w tymże powiecie. Dla gromady ustalono 19 członków gromadzkiej rady narodowej.
1 stycznia 1958 do gromady Rzeczenica włączono obszar zniesionej gromady Międzybórz w tymże powiecie.
31 grudnia 1959 do gromady Rzeczenica włączono wieś Olszanowo ze zniesionej gromady Bińcze w tymże powiecie.
31 grudnia 1971 do gromady Rzeczenica włączono obszar zniesionej gromady Brzezie oraz wsie Gockowo, Gockówko i Zalesie ze zniesionej gromady Wyczechy w tymże powiecie.
Gromada przetrwała do końca 1972 roku, czyli do kolejnej reformy gminnej. 1 stycznia 1973 w powiecie człuchowskim utworzono/reaktywowano gminę Rzeczenica.